# Clubul Sportiv United Galați
Il Clubul Sportiv United Galați è una squadra rumena di calcio a 5, fondata nel 2002 con sede a Galați.

## Palmarès
- Campionati rumeni: 3
2021-2022, 2022-2023, 2023-2024
- Coppa di Romania: 1
2021-2022